# Una mujer sin amor
Una mujer sin amor is een Mexicaanse dramafilm uit 1952 onder regie van Luis Buñuel. Het scenario is gebaseerd op de roman Pierre et Jean (1887) van de Franse auteur Guy de Maupassant.

## Verhaal
Na een affaire met een man waar ze erg veel van houdt, keert Rosario terug naar haar man en kind. Twintig jaar nadien krijgt de familie het bericht dat de man gestorven is en dat hij zijn fortuin nalaat aan het jongste zoontje in het gezin. Daardoor rijzen vragen over het vaderschap van dat zoontje.

## Rolverdeling
| Acteur           | Personage          |
| ---------------- | ------------------ |
| Rosario Granados | Rosario            |
| Tito Junco       | Julio Mistral      |
| Julio Villarreal | Don Carlos Montero |
| Joaquín Cordero  | Carlos             |
| Xavier Loyá      | Miguel             |
| Elda Peralta     | Luisa              |
| Jaime Calpe      | Carlitos           |
| Eva Calvo        | Ziekenzuster       |
| Miguel Manzano   | Arts               |